# カラー秘録 太平洋戦史
『カラー秘録 太平洋戦史』（カラーひろく たいへいようせんし）は、1974年1月5日から同年6月29日まで東京12チャンネル（現・テレビ東京）で放送されていたドキュメンタリー番組である。放送時間は毎週土曜 20:00 - 20:56 （日本標準時）。
第二次世界大戦の最前線で撮影した、アメリカ軍記録班（モーパック）が保有するカラーフィルム映像を放送していた。

## スタッフ
- 企画立案：三根生久大
- 監修：大岡昇平、角田順
- 撮影：アメリカ軍記録班（モーパック）
- 協力：アメリカ合衆国国防総省
- テーマソング：木下忠司
- ディレクター：湯浅裕
- ナレーター：八木治郎